# زائوزیورنی، کراسنویارسک
شهر زائوزیورنی، کراسنویارسک (به روسی: Заозёрный) در کشور روسیه و در کرای کراسنویارسک واقع شده‌است.